# 菲勒斯達爾
菲勒斯達爾（挪威語：Fyresdal）是挪威泰勒马克郡的市镇，行政中心为莫蘭村。市镇面积为1,280平方公里，人口数量为1,224人（2023年），人口密度为每平方公里1.1人。